# Hipposideros pratti
Hipposideros pratti är en fladdermusart som beskrevs av Thomas 1891. Hipposideros pratti ingår i släktet Hipposideros och familjen rundbladnäsor. Internationella naturvårdsunionen kategoriserar arten globalt som livskraftig. Inga underarter finns listade i Catalogue of Life.
Denna fladdermus förekommer i sydöstra Kina samt i angränsande regioner av Vietnam och kanske av Laos och Myanmar. Mindre avskilda populationer finns i centrala Vietnam och på Hainan. Arten lever i låglandet och i bergstrakter mellan 100 och 2000 meter över havet. Individerna vilar i grottor, ofta tillsammans med Hipposideros armiger.